# こんにちは、私のお母さん
こんにちは、私のお母さん（こんにちは わたしのおかあさん、簡: 你好，李焕英、拼音: Nǐ hǎo, Lǐ Huànyīng）は、2021年の中国のコメディ映画。
ジア・リンが脚本・監督を務め、ジア・リン、チャン・シャオフェイ、シェン・トン、チェン・フー、リウ・ジアが出演している。2021年2月12日（春節）に公開され、興行収入は8億2,200万米ドルを超え、2021年の最高興行収入、英語以外の映画としては歴代2位、女性単独監督の最高興行収入を記録した。
日本では2021東京・中国映画週間で上映された後、ハークの配給で2022年1月7日に公開。

## あらすじ
主人公のジア=シャオリンは小さいころから母親がほかの人に自慢させられるようなことがひとつもできなかった。そんな中、ある日彼女は母親に自分が中国の素晴らしい大学に受かったと報告するが、それも嘘だったとばれてしまう。その帰り道、彼女は母親に将来はいい車を買ってあげると約束し、母親と笑いあっていたが、そこにトラックが突っ込み、母親はひかれてしまった。
病院で寝たきりになってしまった母親のそばで、死んでほしくないと願っていた彼女は突然、謎の光に導かれて、母親が青春を謳歌していた1981年にタイムスリップしてしまい、そこで若い頃の母親と出会い、友達になる。そして、未来を変えて母親が将来、自分みたいな出来損ないを生まないように努力するが、その中で母親の自分に対する気持ちが明らかになっていく。その事を知って未来に帰ったジア=シャオリンはその後母親に約束した車を買うことができたが、そこには母親は乗っていなかった。

## キャスト
- ジア・リン - 賈暁玲（ジア・シャオリン）
- チャン・シャオフェイ - 若き日の李煥英（リ・ホワンイン）
- シェン・トン - 沈光林（シェン・グアンリン）
- チェン・フー - 冷特（ロン・ター）
- リウ・ジア - 李煥英（リ・ホワンイン）
- 何翯 - 包玉梅
- 丁嘉麗 - 包玉梅(中年期)
- 包文婧 - 趙艶華
- 韓雲雲 - 王琴
- 王琳 - 王琴(中年期)
- 許君聡 - 徐志凱
- 喬杉 - 賈文田
- 賈文田 - 賈文田(中年期)